# 進擊的巨人 (動畫)
《进击的巨人》是一部日本的黑暗奇幻动画连续剧，改编自漫画家谏山创的同名漫画。第一季到第三季由日本动画工作室WIT STUDIO制作，第四季兼最終季改由MAPPA制作。本剧于2013年4月7日在每日放送首播，第三季起于NHK播出；在亚太地区由Aniplex Asia负责播映，北美地區则由Adult Swim授权播映。
故事发生在虚构世界。人们生活在由三道层层包围的巨大围墙所构成的世界中，围墙外面有着无数以人类为食的巨人。故事围绕着主人公艾連·葉卡和他的朋友米卡莎·阿卡曼以及阿爾敏·亞魯雷特的经历展开。三人原本平静的生活因某日巨人破墙而入而随之改变，之后经历苦难的他们加入了专门对付墙外巨人的调查兵团。艾伦和他的朋友们发誓要将这世界上的巨人赶尽杀绝，并在之后的历练中成长为与巨人作战的精锐士兵。然而随着艾连被发现也是巨人之一后，这个世界背后的真相被一点点揭开。故事的主题也由最初的热血复仇逐渐变成对世间的人性和正义的复杂解读。
本作在劇情、作畫與配樂各方面出色的表現，使其在日本國内與海外的衆多影視評論網站上獲得接近滿分的評價，被認爲是近年日本動畫的代表作之一。

## 系列概览
本剧是参照原著漫画改编的动画，除了动画连续剧外，制作方还以连续剧为基础剪辑制作了多部剧场版动画以及额外制作外传故事的原创故事光碟（OAD）并发行。第一季动画由日本控股公司IG Port旗下动画工作室WIT STUDIO制作，由荒木哲郎导演。饰演剧中人物阿爾敏·亞魯雷特的配音演员井上麻里奈同时也负责为剧中每集开头的故事背景和结尾的下集预告旁白。第一季从2013年4月至同年9月再每日放送率先播出，总共播出26集（第13集与第14集之间插播作为回顾总结的第13.5集）。此后，本季内容被改编成两部院线动画电影，由同样的演员阵容进行配音。
第一部合集电影的首映日公布了第二季动画制作的消息。2017年1月的《别册少年Magazine》确认第二季将于2017年4月播映。肥塚正史负责本季导演，荒木哲郎则为总导演。第二季从同样在MBS上首播，总共12集（总计第26集到第37集）。
2017年6月17日，本作动画第二季的最后一集播映结束时宣布了第三季动画将定于2018年7月23日播出。2018年4月27日，一段第三季的预告片正式放出。最终第三季分成两部分播映，第一部分共12集（总计第38集到第49集），于2018年7月至10月播出；第二部分共10集（总计第50集到第59集）于2019年4月至7月播出。本季由NHK综合频道在日本全国同步首轮播映。
在2019年7月1日播出第三季最后一集时，片方曾称最终季将于2020年秋季在NHK综合频道上播映。2020年9月22日，Crunchyroll和Funimation宣布，最终季将于2020年“今年晚些时候”播出。在本季正式开播前，制片人前田俊博表示，由于档期问题，前三季的动画制作公司WIT STUDIO將不會制作最后一季。此后，制作方宣布动画制作公司由WIT STUDIO改为MAPPA，使得本季于2020年12月7日开始播映，其後在2021年至2023年連續播出了第四季與完結篇。

## 登场角色
| 角色名稱        | 配音員     | 配音員                               | 備註     |
| 角色名稱        | 日本       | 臺灣                                 | 備註     |
| --------------- | ---------- | ------------------------------------ | -------- |
| 艾連·葉卡       | 梶裕貴     | 宋昱璁                               |          |
| 艾連·葉卡       | 梶裕貴     | 汪世瑋                               | 幼年時期 |
| 米卡莎·阿卡曼   | 石川由依   | 蔣篤慧（第1—49集）曾允凡（第50集后） |          |
| 阿爾敏·亞魯雷特 | 井上麻里奈 | 錢欣郁                               |          |
| 約翰·基爾休坦   | 谷山紀章   | 黃天佑                               |          |
| 柯尼·史普林格   | 下野紘     | 蔣鐵城                               |          |
| 莎夏·布勞斯     | 小林優     | 錢欣郁                               |          |
| 希絲特莉亞·雷斯 | 三上枝織   | 錢欣郁                               |          |
| 亞妮·雷恩哈特   | 嶋村侑     | 錢欣郁                               |          |
| 萊納·布朗       | 細谷佳正   | 符爽                                 |          |
| 貝爾托特·胡佛   | 橋詰知久   | 蔣鐵城                               |          |
| 馬可·波特       | 逢坂良太   | 符爽                                 |          |
| 尤米爾          | 藤田咲     | 蔣篤慧（第1—49集）曾允凡（第50集后） |          |
| 里維·阿卡曼     | 神谷浩史   | 劉傑                                 |          |
| 艾爾文·史密斯   | 小野大輔   | 符爽                                 |          |
| 漢吉·佐耶       | 朴璐美     | 蔣篤慧（第1—49集）曾允凡（第50集后） |          |
| 吉克·葉卡       | 子安武人   | 黃天佑                               |          |
| 皮克·芬格爾     | 沼倉愛美   | 錢欣郁                               |          |
| 波爾柯·賈利亞德 | 增田俊樹   | 蔣鐵城                               |          |
| 法爾可·葛萊斯   | 花江夏樹   | 蔣鐵城                               |          |
| 賈碧·布朗       | 佐倉綾音   | 曾允凡                               |          |

## 动画制作

### 製作人員
| 製作季數   | 1                                                      | 首部電影版                                             | 2                                                      | 3                                                      | 3                                                      | 4                                                      | 4                                                      | 4                                                      | 4                                                      |
| 製作季數   | 1                                                      | 首部電影版                                             | 2                                                      | 第1部                                                  | 第2部                                                  | 第1部                                                  | 第2部                                                  | 完結篇（前篇）                                         | 完結篇（後篇）                                         |
| ---------- | ------------------------------------------------------ | ------------------------------------------------------ | ------------------------------------------------------ | ------------------------------------------------------ | ------------------------------------------------------ | ------------------------------------------------------ | ------------------------------------------------------ | ------------------------------------------------------ | ------------------------------------------------------ |
| 策劃／製作 | 磯山敦                                                 | 笹木孝弘                                               | 笹木孝弘                                               | 笹木孝弘                                               | 笹木孝弘                                               | 笹木孝弘                                               | 菊池貞和                                               | 大熊一成                                               | 大熊一成                                               |
| 策劃／製作 | 松下卓也                                               | 松下卓也                                               | 松下卓也                                               | 松下卓也                                               | 五十嵐秀幸                                             | 金子義雄                                               | 高見洋平                                               | 高見洋平                                               | 松本智                                                 |
| 策劃／製作 | 森下勝司                                               | 森下勝司                                               | 中塚進一                                               | 森下勝司                                               | 森下勝司                                               | 藤咲淳一                                               | 上田陽子                                               | 石川光久                                               | 石川光久                                               |
| 策劃／製作 |                                                        |                                                        |                                                        |                                                        | 大塚學                                                 |                                                        |                                                        |                                                        |                                                        |
| 策劃／製作 | 今井陽介                                               | 今井陽介                                               | 今井陽介                                               |                                                        | 遠藤哲哉                                               | 遠藤哲哉                                               | 遠藤哲哉                                               | 藤田浩幸                                               | 東山敦                                                 |
| 策劃／製作 | 椎名信一                                               | 椎名信一                                               | 佐藤克己                                               | 佐藤克己                                               | 佐藤克己                                               | 佐藤克己                                               | 佐藤克己                                               |                                                        |                                                        |
| 策劃／製作 | 丸山博雄                                               |                                                        |                                                        |                                                        |                                                        |                                                        |                                                        |                                                        |                                                        |
| 製片人     | 木下哲哉  立石謙介 前田俊博  | 木下哲哉  立石謙介 前田俊博  | 木下哲哉  立石謙介 前田俊博  | 木下哲哉  立石謙介 前田俊博  | 木下哲哉  立石謙介 前田俊博  | 木下哲哉  立石謙介 前田俊博  | 木下哲哉  立石謙介 前田俊博  | 木下哲哉  立石謙介 前田俊博  | 木下哲哉  立石謙介 前田俊博  |
| 製片人     | 和田丈嗣                                               | 和田丈嗣                                               | 和田丈嗣                                               | 和田丈嗣                                               | 和田丈嗣                                               | 伊藤整  木村誠 遠藤哲哉                   | 伊藤整  木村誠 遠藤哲哉                   | 伊藤整  木村誠 遠藤哲哉                   | 伊藤整  木村誠 遠藤哲哉                   |
| 製片人     | 古川慎                                                 | 岡田大將                                               | 遠藤哲哉                                               | 遠藤哲哉                                               | 清田創也                                               | 遠藤哲哉                                               | 遠藤哲哉                                               | 松本整                                                 | 遠藤哲哉                                               |
| 製片人     | 永瀨智人                                               | 永瀨智人                                               | 西矢泰之                                               | 西矢泰之                                               | 西矢泰之                                               | 西矢泰之                                               | 小野里康雄                                             | 西矢泰之                                               | 西矢泰之                                               |
| 動畫製作人 | 中武哲也                                               | 中武哲也                                               | 中武哲也                                               | 中武哲也                                               | 中武哲也                                               | 松永理人                                               | 川越恒                                                 | 川越恒                                                 | 川越恒                                                 |

| 製作季數       | 1                                                                            | 2                                                                            | 3                                                                            | 3                                                                            | 4                                                  | 4                                                  | 4                                                  | 4                                                  |
| 製作季數       | 1                                                                            | 2                                                                            | 第1部                                                                        | 第2部                                                                        | 第1部                                              | 第2部                                              | 完結篇（前篇）                                     | 完結篇（後篇）                                     |
| -------------- | ---------------------------------------------------------------------------- | ---------------------------------------------------------------------------- | ---------------------------------------------------------------------------- | ---------------------------------------------------------------------------- | -------------------------------------------------- | -------------------------------------------------- | -------------------------------------------------- | -------------------------------------------------- |
| 原作           | 諫山創                                                                       | 諫山創                                                                       | 諫山創                                                                       | 諫山創                                                                       | 諫山創                                             | 諫山創                                             | 諫山創                                             | 諫山創                                             |
| 導演           | 荒木哲郎（總導演，第2-3季）                                                  | 荒木哲郎（總導演，第2-3季）                                                  | 荒木哲郎（總導演，第2-3季）                                                  | 荒木哲郎（總導演，第2-3季）                                                  | 林祐一郎                                           | 林祐一郎                                           | 林祐一郎                                           | 林祐一郎                                           |
| 導演           | 肥塚正史                                                                     |                                                                              |                                                                              |                                                                              | 林祐一郎                                           | 林祐一郎                                           | 林祐一郎                                           | 林祐一郎                                           |
| 總導演         | -                                                                            | -                                                                            | -                                                                            | -                                                                            | 宍戶淳                                             | 宍戶淳                                             | 宍戶淳                                             | 宍戶淳                                             |
| 副導演         | 肥塚正史                                                                     | -                                                                            | -                                                                            | 若野哲也                                                                     | -                                                  | -                                                  | -                                                  | -                                                  |
| 副導演         | 田中洋之                                                                     |                                                                              |                                                                              | 若野哲也                                                                     | -                                                  | -                                                  | -                                                  | -                                                  |
| 劇本統籌       | 小林靖子                                                                     | 小林靖子                                                                     | 小林靖子                                                                     | 小林靖子                                                                     | 瀨古浩司（所有集數）                               | 瀨古浩司（所有集數）                               | 瀨古浩司（所有集數）                               | 瀨古浩司（所有集數）                               |
| 人物設計       | 淺野恭司                                                                     | 淺野恭司                                                                     | 淺野恭司                                                                     | 淺野恭司                                                                     | 岸友洋                                             | 岸友洋                                             | 岸友洋                                             | 岸友洋                                             |
| 巨人設計       | 千葉崇明                                                                     | 千葉崇明                                                                     | 千葉崇明                                                                     | 千葉崇明                                                                     | 千葉崇明                                           | 千葉崇明                                           | -                                                  | -                                                  |
| 巨人設計       | -                                                                            | -                                                                            | -                                                                            | -                                                                            | 佐野譽幸                                           | 佐野譽幸                                           | 佐野譽幸                                           | 佐野譽幸                                           |
| 巨人設計       | -                                                                            | -                                                                            | -                                                                            | -                                                                            | 池田智志、 小松寛子、 菊池聰延                     | 江間一隆、 小田裕康、 土屋亮介                     | 江間一隆                                           | 江間一隆、 土屋亮介                                |
| 道具設計       | 肥塚正史                                                                     | 胡拓磨                                                                       | 胡拓磨                                                                       | 胡拓磨                                                                       | 大峰輝之、加藤雅之、 淺沼信也、久木晃嗣、 土屋亮介 | 大峰輝之、加藤雅之、 淺沼信也、久木晃嗣、 土屋亮介 | 大峰輝之、加藤雅之、 淺沼信也、久木晃嗣、 土屋亮介 | 大峰輝之、加藤雅之、 淺沼信也、久木晃嗣、 土屋亮介 |
| 道具設計       | -                                                                            | -                                                                            | -                                                                            | 手島舞                                                                       | 淺沼信也                                           | 淺沼信也                                           | 杉本孝之                                           | 杉本孝之                                           |
| 視覺效果       | 森山洋                                                                       | 森山洋                                                                       | 森山洋                                                                       | 森山洋                                                                       | -                                                  | -                                                  | -                                                  | -                                                  |
| 美術導演       | 吉原俊一郎                                                                   | 吉原俊一郎                                                                   | 吉原俊一郎                                                                   | 吉原俊一郎                                                                   | 小倉一男                                           | 根本邦明                                           | 根本邦明                                           | 根本邦明                                           |
| 美術設計       | 谷内優穗                                                                     | 谷内優穗                                                                     | 谷内優穗                                                                     | 谷内優穗                                                                     | 須江信人 多田周平 伊良波理沙                       | 須江信人 多田周平 伊良波理沙                       | 須江信人、 多田周平、 瀧澤麻菜美、 齊婉廷          | 須江信人、 多田周平、 瀧澤麻菜美、 齊婉廷          |
| 美術設計       |                                                                              |                                                                              | 藤井一志                                                                     | 藤井一志                                                                     | 高畠聰、 笹嶋啓一                                  | -                                                  | 須江信人、 多田周平、 瀧澤麻菜美、 齊婉廷          | 須江信人、 多田周平、 瀧澤麻菜美、 齊婉廷          |
| 配色設計       | 橋本賢                                                                       | 橋本賢                                                                       | 橋本賢                                                                       | 橋本賢                                                                       | 末永絢子                                           | 大西慈                                             | 大西慈                                             | 大西慈                                             |
| 攝影導演       | 山田和弘                                                                     | 山田和弘                                                                     | 山田和弘                                                                     | 山田和弘                                                                     | 淺川茂輝                                           | 淺川茂輝                                           | 淺川茂輝                                           | 淺川茂輝                                           |
| 編輯           | 肥田文                                                                       | 肥田文                                                                       | 肥田文                                                                       | 肥田文                                                                       | 吉武將人                                           | 吉武將人                                           | 吉武將人                                           | 吉武將人                                           |
| 3D電腦繪圖導演 | 籔田修平                                                                     | 廣住茂徳                                                                     | 廣住茂徳                                                                     | 廣住茂徳                                                                     | 上薗隆浩                                           | 奧納基、池田昴                                     | 奧納基、池田昴                                     | 奧納基、池田昴                                     |
| 音效導演       | 三間雅文                                                                     | 三間雅文                                                                     | 三間雅文                                                                     | 三間雅文                                                                     | 三間雅文                                           | 三間雅文                                           | 三間雅文                                           | 三間雅文                                           |
| 聲音特效       | 倉橋靜男、山谷尚人                                                           | 倉橋靜男、山谷尚人                                                           | 倉橋靜男、山谷尚人                                                           | 倉橋靜男、山谷尚人                                                           | 倉橋靜男、山谷尚人                                 | 倉橋靜男、山谷尚人                                 | 倉橋靜男、山谷尚人                                 | 倉橋靜男、山谷尚人                                 |
| 音效製作       | 泰諾音效                                                                     | 泰諾音效                                                                     | 泰諾音效                                                                     | 泰諾音效                                                                     | 泰諾音效                                           | 泰諾音效                                           | 泰諾音效                                           | 泰諾音效                                           |
| 音樂           | 澤野弘之                                                                     | 澤野弘之                                                                     | 澤野弘之                                                                     | 澤野弘之                                                                     | 澤野弘之                                           | 澤野弘之                                           | 澤野弘之                                           | 澤野弘之                                           |
| 音樂           |                                                                              |                                                                              |                                                                              | Kohta Yamamoto                                                               |                                                    |                                                    |                                                    |                                                    |
| 音樂製作       | 波麗佳音                                                                     | 波麗佳音                                                                     | 波麗佳音                                                                     | 波麗佳音                                                                     | 波麗佳音                                           | 波麗佳音                                           | 波麗佳音                                           | 波麗佳音                                           |
| 製作公司       | WIT STUDIO                                                                   | WIT STUDIO                                                                   | WIT STUDIO                                                                   | WIT STUDIO                                                                   | MAPPA                                              | MAPPA                                              | MAPPA                                              | MAPPA                                              |
| 製作委員會     | 《進擊的巨人》製作委員會（動畫影集） 《進擊的巨人》OAD製作委員會（原創動畫） | 《進擊的巨人》製作委員會（動畫影集） 《進擊的巨人》OAD製作委員會（原創動畫） | 《進擊的巨人》製作委員會（動畫影集） 《進擊的巨人》OAD製作委員會（原創動畫） | 《進擊的巨人》製作委員會（動畫影集） 《進擊的巨人》OAD製作委員會（原創動畫） | 《進擊的巨人》The Final Season製作委員會           | 《進擊的巨人》The Final Season製作委員會           | 《進擊的巨人》The Final Season製作委員會           | 《進擊的巨人》The Final Season製作委員會           |

### 第一季至第三季
本剧是WIT STUDIO自2012年6月从Production I.G独立出来以后负责制作的第一部电视动画。改组为IG Port的母公司也投入资源参与了本剧以及官方戏仿作品《进击！巨人中学》的制作。另外，据说导演荒木哲郎在动画制作立项之前就已经订阅了原著漫画。在动画制作初期的2012年12月2日，本剧以“PROJECT ATTACK”的临时项目名称对外发布。5天后，随着原作的刊载杂志《别册少年Magazine》2013年1月号的发售，正式公布将从2013年春季开始动画化。第二天，制作方在Nicofarre正式举行了动画制作发表会。
在动画化之际，原作者谏山创从剧本创作阶段就开始参与，与动画制作方进行了细致的商谈。另外，主人公艾连变身巨人与女巨人之间的格斗部分，参考了作者谏山创所提供的格斗场景的参考视频。而立体机动装置的运动细节则是参考源自法国的街头极限运动“跑酷”的动作模式。剧中的3DCG部分由Madbox负责制作，其主要的任务是将原作者所想表达的剧中人物在使用立体机动装置移动时的镜头运作影像化。由于动画制作中的一些状况，WIT STUDIO的角色设定师浅野恭司特地在推特上发文征询活跃动画师来协助制作。据透露，2018年谏山创对漫画的某些部分并不满意，因此要求动画工作室更改片段(第三季的第一部分)，动画制作方更改了。
2013年3月31日，在“动画内容博览会2013”上举行了动画版的舞台活动，动画版的几位主要配音演员，梶裕贵、石川由依、井上麻里奈、神谷浩史以及负责片尾曲演唱的日笠阳子登台亮相。开播后不久，“残疾人团体要求停播”的传闻在网上传开，但原作出版方讲谈社否认了这一传闻。

### 最终季與完結篇
除了第三季在故事发展上是告一段落的最好时机之外，在第三季制作过程中，制作方WIT STUDIO以有利于动画制作者的进一步发展为目的，向版权方提出了“希望《进击的巨人》就制作到这一季为止”的要求。但是，接连有几十家动画制作公司表示，承接本剧制作的工作非常辛苦，根本无法接受。因此，最终季动画制作项目在寻找合适的接手制作公司方面面临了困难。其中唯一进入讨论阶段的制作公司只有MAPPA。MAPPA方面认为“《进击的巨人》应当作为一部为了粉丝而制作的作品进行到底。”而WIT STUDIO方面也表示“MAPPA是值得信赖的”，因此WIT STUDIO以及作为前三季导演和总导演的荒木哲郎全力协助将制作资料完整的传递给MAPPA。由于制作公司变更，除了影响监督等部分岗位之外，前三季多數制作岗位的職員從此變換，如林佑一郎取代荒木哲郎和肥塚正史成为本季的导演，编剧濑谷浩司从小林靖子手中接棒剧本统筹工作，岸友洋则取代浅野恭司成为角色设计师。而前三季的原声音乐作曲者泽野弘之会和山本康太一同创作本季的配乐，而前三季的3DCG导演薮田修平在执导完本季的宣传视频之后就将接力棒交给了上薗隆浩。在本季前16集于2021年3月29日播映结束后，制作方发布消息称将进入休季，并于2021年冬季开始播映最终季的第二部分，并在2023年完結全劇。

## 动画音乐

### 動畫影集、OVA主題曲
| 季度   | 集数                                 | 曲名                                                                                   | 演唱               | 作詞       | 作曲                    | 編曲                           |          |
| 片頭曲 | 片頭曲                               | 片頭曲                                                                                 | 片頭曲             | 片頭曲     | 片頭曲                  | 片頭曲                         |          |
| ------ | ------------------------------------ | -------------------------------------------------------------------------------------- | ------------------ | ---------- | ----------------------- | ------------------------------ | -------- |
| 1      | #01 - #13.5 OVA#3.5・3.25・3.75      | 《红莲的弓矢》（紅蓮の弓矢）                                                           | Linked Horizon     | Revo       | Revo                    | Revo                           |          |
| 1      | #14 - #25 OVA#0.5A&B                 | 《自由之翼》（自由の翼）                                                               | Linked Horizon     | Revo       | Revo                    | Revo                           |          |
| 2      | #26 - #37                            | 《獻出你的心臟吧!》（心臓を捧げよ！）                                                  | Linked Horizon     | Revo       | Revo                    | Revo                           |          |
| 3      | #38 - #49                            | 《Red Swan》                                                                           | YOSHIKI feat. HYDE | YOSHIKI    | YOSHIKI                 | YOSHIKI                        |          |
| 3      | #50 - #54 #56、#58 - #59             | 《憧憬與尸骸之路》（憧憬と屍の道）                                                     | Linked Horizon     | Revo       | Revo                    | Revo                           |          |
| 4      | #60 - #75                            | 《我的战争》（僕の戦争）                                                               | 神圣放逐乐队       | の子       | の子                    | 海野恵                         |          |
| 4      | #76 - #83 #85 - #86                  | 《The Rumbling》                                                                       | SiM                | MAH        | SiM                     | SiM                            |          |
| 4      | 完結編（各話版） #88 - #93           | 《最後的巨人》（最後の巨人）                                                           | Linked Horizon     | Revo       | Revo                    | Revo                           |          |
| 片尾曲 |                                      |                                                                                        |                    |            |                         |                                |          |
| 1      | #02 - #13.5 OVA#3.5・3.25・3.75・??? | 《美丽而残酷的世界》（美しき残酷な世界）                                               | 日笠陽子           | 杉山昭彦   | 石塚玲依                | 根岸貴幸                       |          |
| 1      | #14 - #25 OAD#0.5A&B                 | 《great escape》                                                                       | cinema staff       | 三島想平   | cinema staff            | cinema staff 亀田誠治          |          |
| 1      | OVA#16.5A&B                          | 《Call your name 〈Gv〉》                                                              | Gemie              | mpi        | 澤野弘之                | 澤野弘之                       | 澤野弘之 |
| 2      | #26 - #37                            | 《落日之鳥》（夕暮れの鳥）                                                             | 神圣放逐乐队       | の子       | の子                    | 神圣放逐乐队                   |          |
| 3      | #39 - #49                            | 《曉之鎮魂歌》（暁の鎮魂歌）                                                           | Linked Horizon     | Revo       | Revo                    | Revo                           |          |
| 3      | #50 - #58                            | 《Name of Love》                                                                       | cinema staff       | 三島想平   | cinema staff 野村陽一郎 | cinema staff 野村陽一郎 熊谷昭 |          |
| 4      | #60 - #75                            | 《衝撃》                                                                               | 安藤裕子           | 安藤裕子   | 安藤裕子                | Shigekuni                      |          |
| 4      | #76 - #86                            | 《惡魔之子》（悪魔の子）                                                               | Ai Higuchi         | Ai Higuchi | Ai Higuchi              | 兼松衆                         |          |
| 4      | 完結編（前編）                       | 《UNDER THE TREE》                                                                     | SiM                | MAH        | SiM                     | SiM                            |          |
| 4      | 完結編（后編）                       | 《給二千年...或者是...二万年後的你...》 （二千年... 若しくは... 二万年後の君へ・・・） | Linked Horizon     | Revo       | Revo                    | Revo                           |          |
| 4      | 完結編（各話版） #88 - #94           | 《路上小心》（いってらっしゃい）                                                       | Ai Higuchi         | Ai Higuchi | Ai Higuchi              | Yamato Kasai from Mili         |          |

插入曲
《So ist es immer》
OVA#0.5A&B的挿入歌。Rie、Benjamin & mpi作詞、澤野弘之作曲・編曲、Benjamin主唱。

### 劇場版主題歌
《紅蓮的座標》（紅蓮の座標）
劇場版『前編』主題歌。Revo作詞・作曲・編曲、Linked Horizon主唱。
《自由的代償》（自由の代償）
劇場版『後編』主題歌。Revo作詞・作曲・編曲、Linked Horizon主唱。
《Barricades 〈MOVIEver.〉》
劇場版『Season 2』主題歌。Benjamin & mpi作詞、澤野弘之作曲・編曲、Survive Said The Prophet的Yosh主唱。
《AOT2013-2019》
劇場版『クロニクル』主題歌。Rie, Benjamin & mpi作詞、澤野弘之作曲・編曲、Eliana, Laco主唱。

《YAMANAIAME》
劇場版『前編』片尾曲。Benjamin & mpi作詞、澤野弘之作曲・編曲、Mica Caldito、mpi 與 Mika Kobayashi主唱。
《theDOGS》
劇場版『後編』片尾曲。Benjamin & mpi作詞、澤野弘之作曲・編曲、mpi主唱。

### 原聲帶OST
音樂由曾擔任《罪惡王冠》、《機動戰士鋼彈UC》、《青之驅魔師》、《七大罪》等動畫BGM製作的澤野弘之負責。第四季由澤野弘之與山本康太一同負責。

## 播映信息
| 季數 | 集数 | 集数 | 首播日期      | 首播日期       |
| 季數 | 集数 | 集数 | 首映          | 季终           |
| ---- | ---- | ---- | ------------- | -------------- |
| 1    | 25   | 25   | 2013年4月7日  | 2013年9月29日  |
| 2    | 12   | 12   | 2017年4月1日  | 2017年6月17日  |
| 3    | 22   | 12   | 2018年7月23日 | 2018年10月15日 |
| 3    | 22   | 10   | 2019年4月29日 | 2019年7月1日   |
| 4    | 35   | 16   | 2020年12月7日 | 2021年3月29日  |
| 4    | 35   | 12   | 2022年1月10日 | 2022年4月4日   |
| 4    | 35   | 7    | 2023年3月4日  | 2023年11月5日  |

### 第一季动画與总集篇电影
首季于2013年4月7日至同年9月29日在日本每日放送上首轮播映。之后东京都会电视台、福冈放送、北海道电视台、爱知电视台和日本BS放送等也跟随在日本各地播出。
该季中国大陆网络点播由爱奇艺独家引进并与日本同步播出，后因动画内容涉及违法违规遭全网下架。2015年6月10日，中华人民共和国文化部公布网络动漫产品“黑名单”，该动画位列其中。
韩国由ANIPLUS同步播映。2013年9月，臺湾由版权方木棉花宣布引进，并计划于2014年1月4日起每周日晚9点在東森電影台首播日语配音版。然而i-Fun动漫台自11月24日起就开始了周五深夜档六集连播。北美地区的网络视频服务商Funimation和Crunchyroll在日本方面首轮播映时都在各自的网站上上传了该剧的字幕版。2014年，Funimation授权发行了家庭视频版本。首播集的英語版在Anime Boston首映，其他剧集则在Funimation上接受订阅播映。该剧同样在2014年5月3日开始每周在美国东部时间晚上11：30在Adult Swim的Toonami节目播出。在澳大利亚，本片从2014年9月30日开始每周二由SBS 2以日语原声配英文字幕播出。在英国由漫画娱乐公司发行。此后，Madman Entertainment收购了该剧的播映权，并在澳大利亚和新西兰地区的Madman放映室中播映本剧。
季終集也曾在日本的电影院播出。第一部电影是覆盖前13集内容的《进击的巨人前篇～红莲的弓矢～》，于2014年11月22日上映。第二部合集电影《进击的巨人后篇～自由之翼～》在本季剩下内容的基础上添加了部分新的画面，于2015年6月27日上映。此外本季於2016年1月9日在NHK的BS Premium频道重播。2017年1月，合集电影也在MBS上播出。

### 第二季动画與总集篇电影
第二季于2017年4月1日至2017年6月17日在MBS等电视网播出，共12集。由本季改编的合集电影名为《进击的巨人~觉醒的咆哮~》，于2018年1月13日上映。
本季在臺灣由木棉花代理版权，并授权多家媒体播放，其中中華電信MOD、YahooTV、FriDay影音等从2017年4月2日起播出，i-Fun動漫台从4月7日起每周五晚23点播出。香港则由TVB旗下的J2频道从2017年5月7日晚11:30起播出粤语版。在北美地区，本季于美国东部时间上午10:30在Funimation、Crunchyroll和The former的VRV频道同步播出。Funimation和Crunchyroll在各自的网站上播放第二季全部剧集。Adult Swim的Toonami频道原本定于2017年4月29日播映本季，但在4月3日宣布将提前一周于4月22日开播。Madman Entertainment在澳大利亚和新西兰地区于AnimeLab上串流媒體直播本季剧集。在英国，本季的家庭媒体发行业务由索尼影业负责。

### 第三季动画與总集篇电影
第一部分于2018年7月23日至10月15日，每周日24:35（日本标准时间凌晨0:35）时段在NHK综合频道播出。之后，第二部分于2019年4月29日至同年7月1日播出。第四部合辑电影《进击的巨人：编年史》于2020年7月17日上映，全片回顾了所有三季动画的内容，上映首周就进入了日本周末票房排行前十。第三季在臺湾仍由木棉花代理，并授权多家媒体播映，巴哈姆特動畫瘋、Hami Video、MyVideo、LiTV等与日本方面同步播映，i-Fun動漫台则从8月3日开始播出。Funimation公司宣布，他们将于2018年7月8日在Anime Expo上全球首映本季第一集。他们还宣布，第一集将于2018年7月10日在美国和加拿大的院线与《进击的巨人Season2：觉醒的咆哮》一起上映。Adult Swim于2018年8月18日至2019年7月27日播映了本季剧集的英语版。2020年7月4日，Funimation宣布他们获得了合集电影在英国、爱尔兰和北美地区上映的授权。

### 最終季动画與總集篇電影
2020年5月29日，最后一季的制作公司确定转为MAPPA，而非前三季的WIT STUDIO。同年9月23日，片方确定最终季的播映开始日定在2020年12月7日。臺湾地区代理商木棉花12月1日发布消息称将于12月7日上午8点开始同步解禁最终季的播映，由各平台自行决定最新一集视频的上架时间。Netflix新加坡和泰国宣布，将从12月10日至11日开始本季的串流媒體播放。而从官方发布的蓝光光碟发售计划显示，第一部分共16集。之後，第二部分於2022年1月10日至同年4月4日播出，共計12集。第三部分也就是完結篇，分「前篇」和「後篇」，分別於2023年3月4日和11月5日播出，其後，整部完結篇又分成總計7話的分話版，分別於同年11月5日和19日在電視上首播。
第五部合輯電影《進擊的巨人 完結篇 THE LAST ATTACK》於2024年11月8日在日本上映，全片總時長為145分鐘，包含了電視動畫完結篇「前篇」和「後篇」的內容。木棉花國際亦作為本部電影在亞洲部分地區的代理，宣布於2025年1月3日在台灣上映，並於馬來西亞、菲律賓、新加坡、中國香港、歐美等部分地區分階段上映，成為《進擊的巨人》唯一一部海外爭相上映的動畫電影。

### 播出頻道
日本深夜動畫：下文記載的日本国内播放時間使用日本標準時間（UTC+9）表示。因為部分時間标识會採用30小时制，因此請留意这类超过24:00的时间，其實際播放時間為翌日清晨。
| 近畿廣域圈               | 每日放送                                                               | 2013年4月6日－9月28日                                                       | 星期六 25時58分－26時28分 | TBS電視網                                              | Anime Shower 第1部                                                                                                 |
| 東京都                   | TOKYO MX                                                               | 2013年4月7日－9月29日                                                       | 星期日 23時30分－24時00分 | 独立UHF局                                              | |
| 福岡縣                   | 福岡放送                                                               | 2013年4月8日－9月30日                                                       | 星期一 25時59分－26時29分 | TBS電視網                                              | |
| 大分縣                   | 大分電視台                                                             | 2013年4月8日－9月30日                                                       | 星期一 26時18分－26時48分 | 日本電視網 富士電視網                                  | |
| 北海道                   | 北海道電視台                                                           | 2013年4月8日－10月7日                                                       | 星期一 26時20分－26時50分 | 朝日電視網                                             | |
| 愛知縣                   | 愛知電視台                                                             | 2013年4月8日－9月30日                                                       | 星期一 26時35分－27時05分 | 東京電視網                                             | |
| 日本全國                 | BS11                                                                   | 2013年4月9日－10月1日                                                       | 星期二 24時30分－25時00分 | 衛星電視                                               | ANIME+節目 |
| 日本全國                 | NICONICO動畫                                                           | 2013年4月10日－10月2日                                                      | 星期三 22時00分 更新 | 網絡電視                                               | |
| 日本全國                 | AT-X                                                                   | 2013年6月1日－10月9日                                                       | 星期六 19時30分－20時00分 | 衛星電視                                               | 有重播 |
| 中國大陸（禁播）         | 愛奇藝（已下架）                                                       | 2013年4月6日－9月28日                                                       | 星期六 23時05分 更新 | 網絡電視                                               | 簡體中文字幕 |
| 香港                     | J2                                                                     | 2013年11月23日－2014年5月24日                                               | 星期六 23時30分－24時00分 | 地面電視                                               | 有重播 繁體中文字幕 粵日雙語廣播 藍光(修正)版本 myTV提供14天重溫                                                   |
| 台灣                     | 東森電影台                                                             | 2014年1月5日－2月9日                                                        | 星期日 21時00分－23時00分 | 有線電視                                               | 日文原音播出 連播四集                                                                                              |
| 台灣                     | 東森電影台                                                             | 2014年7月12日－8月9日                                                       | 星期六 21時00分－23時30分 | 有線電視                                               | 國語配音播出 連播五集                                                                                              |
| 台灣                     | 中視                                                                   | 2014年3月7日－4月25日                                                       | 星期五 22時00分－23時30分 | 地面電視                                               | 日文原音播出 連播三集，有重播                                                                                      |
| 台灣                     | 中視                                                                   | 2015年1月5日－1月23日                                                       | 星期一至五 22時00分－23時00分 | 地面電視                                               | 國日雙語播出 連播兩集，有重播                                                                                      |
| 台灣                     | 東森洋片台                                                             | 2015年8月20日－9月24日                                                      | 星期四 21時00分－23時00分（連播四集） 9月24日：21時00分－23時30分（連播五集） | 有線電視                                               | 日文原音 |
| 台灣                     | LINE TV                                                                | 2018年3月8日－                                                              | 全集上架 |                                                        | |
| 台灣                     | YouTube Muse木棉花-TW頻道                                              | 2019年7月7日－19日                                                          | 每日12時00分更新兩集,7月19日12時00分更新一集 | 網絡電視                                               | 國日雙語播出 繁體中文字幕 最高畫質 720p                                                                            |
| 第二季                   |                                                                        |                                                                             | |                                                        | |
| 東京都                   | TOKYO MX                                                               | 2017年4月1日－6月17日                                                       | 星期六 22:00－22:30 | 獨立UHF局                                              | |
| 近畿廣域圈               | 毎日放送                                                               | 2017年4月2日－6月18日                                                       | 星期日 01:58－02:28 | TBS電視網                                              | 製作參加 |
| 日本全國                 | BS11                                                                   | 2017年4月1日－6月17日                                                       | 星期一 01:00－01:30 | 衛星電視                                               | |
| 台灣                     | bilibili                                                               | 2017年4月2日－6月18日                                                       | 星期日 03时00分 更新 | 网络電視                                               | 日文原音 繁體中文字幕 （bilibili自製字幕）                                                                         |
| 台灣                     | YouTube Muse木棉花-TW頻道                                              | 2019年7月20日－31日                                                         | 每日12時00分更新一集 | 网络電視                                               | 國日雙語播出 繁體中文字幕 最高畫質 720p                                                                            |
| 台灣                     | i-Fun動漫台                                                            | 2017年4月7日－6月23日                                                       | 星期五 23:00－23:30 隔星期四 23:00－23:30重播 | IPTV                                                   | 與日同步首播 |
| 台灣                     | LINE TV                                                                | 2018年3月8日－                                                              | 星期日 更新 |                                                        | |
| 台灣                     | 東森電影台                                                             | 2017年7月8日－7月9日                                                        | 星期六、日 21時00分－24時00分 | 有線電視                                               | 日文原音播出 連播六集                                                                                              |
| 台灣                     | 東森電影台                                                             | 2017年11月4日－11月18日                                                     | 星期六 21時00分－22時55分 | 有線電視                                               | 國語配音播出 連播四集                                                                                              |
| 香港                     | J2                                                                     | 2017年5月7日－7月23日                                                       | 星期日 23時35分－24時05分 | 地面電視                                               | 有重播 繁體中文字幕 粵日雙語廣播 藍光(修正)版本 myTV SUPER（免費區）提供7天重溫                                    |
| 第三季                   |                                                                        |                                                                             | |                                                        | |
| 日本全國                 | NHK綜合頻道                                                            | 2018年7月23日－10月15日（第一部分） 2019年4月29日－7月1日（第二部分）       | 星期一 00時35分 - 01時00分（第一部分） 星期一 00時10分 - 00時35分（第二部分） | 地面電視                                               | 近畿廣域圈以外之地區                                                                                               |
| 日本全國                 | NHK綜合頻道                                                            | 2018年7月23日－10月15日（第一部分） 2019年4月29日－7月1日（第二部分）       | 星期一 01時15分 - 01時40分（第一部分） 星期一 00時45分 - 01時10分（第二部分） | 地面電視                                               | 近畿廣域圈 |
| 台灣                     | bilibili                                                               | 2018年7月23日－10月15日（第一部分） 2019年4月29日－7月1日（第二部分）       | 星期一 01时40分 更新（第38話～第53話） 星期一 13時00分 更新（第54話～第59話） | 網路電視                                               | 日語原音 繁體中文字幕 Part.1前2話使用自製繁體字幕 第3話開始因版權方要求連同前2話改用木棉花官方字幕 最高畫質 1080P+ |
| 台灣                     | YouTube Muse木棉花-TW頻道                                              | 2019年8月1日－11日                                                          | 每日12時00分更新兩集 | 網路電視                                               | 國日雙語播出 繁體中文字幕 最高畫質 720p                                                                            |
| 台灣                     | 巴哈姆特動畫瘋                                                         | 2018年7月23日－10月15日（第一部分） 2019年4月29日－7月1日（第二部分）       | 星期一 02時05分 更新（第38話～第49話） 星期一 01時40分 更新（第50話～第53話） 星期一 07時00分 更新（第54話） 星期一 07時50分 更新（第55話） 星期一 08時00分 更新（第56話～第57話） 星期一 07時30分 更新（第58話） 星期一 02時20分 更新（第59話） | 網路電視                                               | 日語原音 繁體中文字幕 最高畫質 1080p                                                                               |
| 台灣                     | 愛奇藝台灣站                                                           | 2018年7月23日－10月15日（第一部分） 2019年4月29日－7月1日（第二部分）       | 星期一 更新 | 網路電視                                               | 日語原音 繁體中文字幕 最高畫質 1080p                                                                               |
| 台灣                     | LINE TV                                                                | 2018年7月23日－10月15日（第一部分） 2019年4月29日－7月1日（第二部分）       | 星期一 更新 | 網路電視                                               | 日語原音 繁體中文字幕 最高畫質 1080p                                                                               |
| 台灣                     | KKTV                                                                   | 2018年7月23日－10月15日（第一部分） 2019年4月29日－7月1日（第二部分）       | 星期一 更新 |                                                        | |
| 台灣                     | i-Fun動漫台                                                            | 2018年8月3日－10月19日（第一部分） 2019年5月1日－（第二部分）               | 星期五 23時30分－00時00分（第一部分） 星期三 23時00分 - 23時30分（第二部分） | IPTV                                                   | 日語原音 繁體中文字幕                                                                                              |
| 東森電影台               | 2018年10月28日－11月11日（第一部分） 2019年7月28日－8月4日（第二部分） | 星期日 21時00分－23時00分（第一部分） 星期日 21時00分－23時20分（第二部分） | 有線電視 | 國語配音播出 連播四集（第一部分） 連播五集（第二部分） | |
| 香港                     | myTV SUPER                                                             | 2018年7月23日－10月15日（第一部分） 2019年4月29日－7月1日（第二部分）       | 星期一 更新 | 網路電視                                               | 日語原音 繁體中文字幕                                                                                              |
| 香港                     | J2                                                                     | 2018年8月18日－11月10日（第一部分） 2019年7月20日－9月8日（第二部分）       | 星期日 00時05分－00時35分（第一部分） 星期日、一 00時05分－00時35分（第二部分） | 地面電視                                               | 有重播 繁體中文字幕 粵日雙語廣播 藍光(修正)版本 myTV SUPER（免費區）提供7天重溫                                    |
| 第四季                   |                                                                        |                                                                             | |                                                        | |
| 香港、澳門、台灣、東南亞 | 愛奇藝                                                                 | 2020年12月7日－                                                             | 星期一上午 01:00 更新 | 網路電視                                               | 日語原音 簡中、繁中、英語、泰語字幕 最高清 1080P 高碼率                                                            |
| 香港                     | Viu                                                                    | 2020年12月7日－                                                             | 星期一上午 更新 | 網路電視                                               | 日語原音 繁體中文字幕                                                                                              |
| 香港                     | myTV SUPER                                                             | 2022年1月24日－                                                             | 星期一上午 更新 | 網路電視                                               | 日語原音 繁體中文字幕                                                                                              |
| 香港、澳門、台灣         | Netflix                                                                | 2020年12月11日－                                                            | 星期五 更新 | 網路電視                                               | 日語原音 繁體中文字幕                                                                                              |
| 香港、澳門、台灣、東南亞 | bilibili                                                               | 2020年12月7日－                                                             | 星期一上午 07:00 更新 | 網路電視                                               | 日語原音 簡中、繁中、英語、泰語字幕 最高清 1080P 高碼率                                                            |
| 台灣                     | 巴哈姆特動畫瘋                                                         | 2020年12月7日－2021年3月29日 (第一部分) 2022年1月10日 - (第二部分)          | 星期一上午 08:00 更新（第60話） 星期一上午 07:00 更新（第61話～第65話） 星期一上午 02:00 更新（第66話～第75話） 星期一上午 01:35 更新 （第76話 ~ ）                                                                                              | 網路電視                                               | 日語原音 繁中字幕                                                                                                  |
| 台灣                     | Yahoo TV                                                               | 2020年12月7日－                                                             | 星期一 更新 | 網路電視                                               | 日語原音 繁中字幕                                                                                                  |
| 台灣                     | LINE TV                                                                | 2020年12月7日－                                                             | 星期一 上午 02:00 更新 | 網路電視                                               | 日語原音 繁中字幕                                                                                                  |

| 播放地區                    | 播放電視台          | 播放日期            | 播放時間（UTC+9）         | 所屬聯播網          | 備註                |
| OAD「伊爾賽的手冊」         | OAD「伊爾賽的手冊」 | OAD「伊爾賽的手冊」 | OAD「伊爾賽的手冊」       | OAD「伊爾賽的手冊」 | OAD「伊爾賽的手冊」 |
| --------------------------- | ------------------- | ------------------- | ------------------------- | ------------------- | ------------------- |
| 日本國內                    | TBS電視網           | 2014年9月28日       | 星期日 17時00分－17時30分 | TBS電視網           |                     |
| OAD「無悔的選擇 前篇/後篇」 |                     |                     |                           |                     |                     |
| 東京都                      | TOKYO MX            | 2017年3月25日       | 星期六 19時00分－20時00分 | 独立UHF局           |                     |
| 近畿廣域圈                  | 每日放送            | 2017年4月2日        | 星期日 2時28分－3時28分   | TBS電視網           |                     |

## 反响

### 销量与收看流量
本作在日本的銷量非常可觀，第一季共9卷的动画光碟平均销量为52067份，截至2016年8月，总销量为468603份。本片也是2013年日本销量第一的电视動畫，甚至直到2017年都还是21世纪最初十年销量前八的动画作品。在中国大陆，独家引进版权的爱奇艺在第一季播映结束后获得了3.2亿的网络播放量。本作在北美也非常成功，销售额至少达到20万份。作为2014年Funimation流媒体动画观看量第一名，本作同样也是Funimation家庭影视销量的冠军。最终季开播后，其第一集在MyAnimeList上的收视率排名为全剧历代第一，在法国甚至是第三季第一集的14倍之多。据日本媒体统计，最终季在日本海外的收视率创下了历代最高纪录。

### 評價
本作因其故事情节、画面、人物动作、配乐、配音以及黑暗基调而广受好评，不仅在日本国内获得了巨大的影响力，在世界各地也收获了大量的人气。如《Anime News Network》的卡洛·桑托斯（Carlo Santos）指出，“很少有（末世动作片）能像《进击的巨人》那样完美。”桑托斯只看了第一集就将本片描述为“死亡和毁灭的杰作”。尽管觉得这部动画有点“低成本”，《USA Anime》的塞隆·马丁（Theron Martin）还是称赞了本片的配乐以及“紧张而又有感染力的第一集”。马丁还将《进击的巨人》的氛围和视觉美学与八木教广的漫画《大剑》进行了比较。《DVD Talk》的约翰·辛诺特（John Sinnott）称该系列动画是他所看过的最好的系列作品之一，并且是“動畫迷不应该错过的系列”。身为《纽约》杂志以及《vulture.com》编辑的玛雅·菲利普斯（Maya Phillips）称赞本剧的独道之处，她说：“在当今令人恐惧的反乌托邦现实时代，很难找到有新意的反乌托邦演绎，然而本片做到了。”。至于《卫报》的菲利姆·奥尼尔（Phelim O'Neill）称赞该系列的动画作品为“令人陶醉的……杂技极好，而且非常精彩”。关于动画第三季后半段的高潮部分，Manga.Tokyo称作者谏山创为“天才”，因为他很好地处理了主人公父亲古利夏·葉卡的过去，从而使当前发生的事件与漫画中的故事开头的事件平稳地联系在一起。在動畫播出大結局后，日本IT media的評論員木島祥尭將此作與作家三島由紀夫的名作《金閣寺》比較，指出本作主角艾倫與《金閣寺》内放火焚燒金閣寺的见习僧人・林養賢相似，皆帶有「否定現實、肯定理想」的思想。
另一方面，《动画新闻网》的卡尔·金姆林格（Carl Kimlinger）批评导演荒木哲郎对本剧最初两集的处理“显然是想让本片看起来强大而令人不安，但它最终只是粗糙而令人不愉快。”然而，同一网站的其他影评人对该剧大加赞赏。丽贝卡·西尔弗曼（Rebecca Silverman）表示，本片“视觉效果既华丽又让人震撼”，并且“融合了18世纪哥特小说家安·拉德克利夫所定义的恐惧与恐怖：「一种是物理上的，让人想移开视线，另一种是精神上的，让您想知道接下来会发生什么」。
在大衆評價方面，《進擊的巨人》是動畫史上獲得最高評價的作品之一。如在互联网电影数据库（imdb）中、本作的平均評分為9.1分，位列史上最高評價的電視作品第24位；而其中有4集評分更高達9.9分，在史上最高評價的單集電視作品中位列前20名以内。Crunchyroll将《进击的巨人》列为“2010年代25大最佳動畫”；而IGN和Polygon还将《进击的巨人》列为2010年代最佳動畫系列之一。
在中国大陆，尽管本剧曾一度遭到政府封禁，但仍然廣受動漫迷追捧而獲得非常高的評價。影視評論網站豆瓣网上，观众对本作各季評分分別為9.4（第一季）、9.5（第二季）、9.7（第三季）、9.8（第三季 Part.2）、9.4（最終季 Part.1）、9.3（最終季 Part.2）、9.5（最終季完結篇 前篇）與9.3分（最終季完結篇 后篇），是該網站上最高評分的電視作品之一。而在以动漫迷聚集的视频网站哔哩哔哩，在本剧最终季开播后评选出的“bilibili 2020年度动画榜单”上，本作亦在“年度动画”、“日本续作”、“往年动画”、“年度动画角色”等项排行榜首。

### 政治视角的解读
本作的作者諫山創雖然曾經多次表明进击的巨人並沒有映射現實世界的任何國家及歷史事件，但由於其故事帶有濃厚的民族主义背景，導致在與日本有著複雜關係的中日韓三國中，仍然有大量動漫迷對本作進行各種的分析和獨自解讀。例如在香港，本作就曾引起了部分香港年轻人的关注，他们将剧中城墙内的人理解为香港或者日本，而不断入侵的巨人们则视为是对中国大陆的隐喻。而在韓國，本剧也遭到了一些批评，韩国《电子时报》杂志指责本剧带有军国主义色彩，符合时任日本首相安倍晋三的政治倾向。
在中華人民共和國，2013年随着动画的热播，媒体发现原作漫画作者谏山创曾在2010年的博客中表示，剧中角色達特·皮克希斯司令的人物原型是大日本帝国陆军大将秋山好古，由此引发网友对此的激烈讨论。由于秋山好古在战争中的一些行径引发的负面评论使得谏山创的博客备受攻击，甚至使其收到了死亡威胁。日媒称，由于部分评论中有语法错误，这些威胁可能是由非日语母语人士所写。对本剧的批判性解读突出了剧中艾爾迪亞人与现实中犹太人的共同特点，指出他们受到瑪雷人的迫害与犹太人受到纳粹德国的迫害类似。然而，相反的观点认为，虽然艾爾迪亞人看起来反映了犹太人的境遇，但他们的角色塑造是为了让读者产生同情，而不是被描绘成恶棍。其後于2015年，文化部要求中国大陆地区各文化相关单位禁止发布包括《进击的巨人》在内的38部动画和漫画作品相关的内容，以“保护年轻人的健康”。这些作品被认为带有暴力、色情、恐怖主义和危害公共道德的场景。受其影响，原本定于当年在上海国际电影节上展播的动画电影版也临时取消展映。
在2018年12月12日至13日在耶路撒冷希伯来大学举行的第14届政治学，国际关系和公共政策国际研究生会议上，因巴尔·平库（Inbar Pincu）将本剧中出现的三道墙与中国的长城、柏林墙以及以色列西墙进行了比较，并得出结论说任何形式的隔离墙都不会创造出安全的环境，而只是在制造出一种可能在任何时刻崩溃的虚假安全感。

### 获奖与提名
在日本國内與海外本作屢獲殊榮。在2013年舉行的第三届Newtype动画奖上，本剧获得了多个奖项，包括最佳导演、最佳剧本、最佳配乐、最佳主题曲、年度最佳女性角色以及年度动画等。同年，本片在神户动画奖中获得了最佳电视动画奖，除此之外还获得了2014年东京动画奖的年度动画奖，以及最佳导演、最佳编剧和最佳音乐。在日本第19届年度数字媒体协会（AMD）奖中，本片还获得了2013年度数字内容奖。2015年的SUGOI JAPAN Award上，本剧在动画门类获得第7名。在2022年在美國舉辦的Crunchyroll Anime Awards中，本作亦獲得了包括年度动画在内的4個獎項。
| 年份 | 奖项                         | 分类                       | 获奖者                                                   | 结果      | 参考来源        |
| ---- | ---------------------------- | -------------------------- | -------------------------------------------------------- | --------- | --------------- |
| 2013 | 第三届Newtype动画奖          | 最佳作品（电视）           | 《进击的巨人》                                           | 獲獎      | [ 178 ]         |
| 2013 | 第三届Newtype动画奖          | 最佳导演                   | 荒木哲郎                                                 | 獲獎      | [ 178 ]         |
| 2013 | 第三届Newtype动画奖          | 最佳编剧                   | 小林靖子                                                 | 獲獎      | [ 178 ]         |
| 2013 | 第三届Newtype动画奖          | 最佳商业运作               | 《进击的巨人》                                           | 獲獎      | [ 178 ]         |
| 2013 | 第三届Newtype动画奖          | 最佳原声碟                 | 《进击的巨人》                                           | 獲獎      | [ 178 ]         |
| 2013 | 第三届Newtype动画奖          | 最佳主题曲                 | 〈红莲的弓矢〉Linked Horizon                             | 獲獎      | [ 178 ]         |
| 2013 | 第三届Newtype动画奖          | 最佳男性角色               | 里維·阿卡曼                                              | 第5名     | [ 178 ]         |
| 2013 | 第三届Newtype动画奖          | 最佳男性角色               | 艾連·葉卡                                                | 第8名     | [ 178 ]         |
| 2013 | 第三届Newtype动画奖          | 最佳女性角色               | 米卡莎·阿卡曼                                            | 獲獎      | [ 178 ]         |
| 2013 | 第三届Newtype动画奖          | 最佳男配音                 | 神谷浩史                                                 | 第2名     | [ 178 ]         |
| 2013 | 第三届Newtype动画奖          | 最佳男配音                 | 梶裕贵                                                   | 第6名     | [ 178 ]         |
| 2013 | 第三届Newtype动画奖          | 最佳女配音                 | 井上麻里奈                                               | 第6名     | [ 178 ]         |
| 2013 | 第三届Newtype动画奖          | 最佳制作公司               | WIT STUDIO                                               | 獲獎      | [ 178 ]         |
| 2013 | 第18届神户动画奖             | 最佳电视动画               | 《进击的巨人》                                           | 獲獎      | [ 179 ]         |
| 2013 | 第18届神户动画奖             | 最佳主题曲                 | 〈红莲的弓矢〉Linked Horizon                             | 獲獎      | [ 179 ]         |
| 2013 | Animedia角色奖               | 大热                       | 艾連·葉卡                                                | 獲獎      | [ 180 ]         |
| 2013 | Animedia角色奖               | 最有价值角色               | 艾連·葉卡                                                | 第2名     | [ 180 ]         |
| 2013 | Animedia角色奖               | 最有价值角色               | 里維·阿卡曼                                              | 第3名     | [ 180 ]         |
| 2013 | Animedia角色奖               | 强大                       | 里維·阿卡曼                                              | 獲獎      | [ 180 ]         |
| 2013 | Animedia角色奖               | 搞笑                       | 莎夏·布勞斯                                              | 第3名     | [ 180 ]         |
| 2013 | Animedia角色奖               | 搞笑                       | 柯尼·史普林格                                            | 第4名     | [ 180 ]         |
| 2013 | 網路流行語大賞 2013          | 网络流行語大賞             | 艾連·葉卡「（我要將他們）驅逐出去（駆逐してやる）」      | 第17名    | [ 181 ] [ 182 ] |
| 2013 | 網路流行語大賞 2013          | 動畫流行語大賞             | 艾連·葉卡「（我要將他們）驅逐出去（駆逐してやる）」      | 第2名     | [ 181 ] [ 182 ] |
| 2013 | 網路流行語大賞 2013          | 動畫流行語大賞             | “什么成果也没有得到啊!”                                  | 第6名     | [ 181 ] [ 182 ] |
| 2013 | 網路流行語大賞 2013          | 動畫流行語大賞             | “葉卡！”                                                 | 第7名     | [ 181 ] [ 182 ] |
| 2013 | Billboard JAPAN MUSIC AWARDS | 年度最热动漫歌曲           | 〈红莲的弓矢〉Linked Horizon                             | 獲獎      | [ 183 ]         |
| 2013 | Billboard JAPAN MUSIC AWARDS | 年度最佳动漫歌曲艺术家     | Linked Horizon                                           | 獲獎      | [ 184 ]         |
| 2014 | 西班牙Selecta Visión动画大奖 | 最佳电视动画               | 《进击的巨人》                                           | 獲獎      | [ 185 ]         |
| 2014 | 西班牙Selecta Visión动画大奖 | 最佳电视导演               | 荒木哲郎                                                 | 獲獎      | [ 185 ]         |
| 2014 | 西班牙Selecta Visión动画大奖 | 最佳男主角                 | 艾連·葉卡                                                | 第3名     | [ 185 ]         |
| 2014 | 西班牙Selecta Visión动画大奖 | 最佳女主角                 | 米卡莎·阿卡曼                                            | 獲獎      | [ 185 ]         |
| 2014 | 西班牙Selecta Visión动画大奖 | 最佳西班牙语版电视动画     | 进击的巨人（蓝光+DVD组合版）                             | 第3名     | [ 185 ]         |
| 2014 | Chibi Japan Weekend Madrid   | 特别奖                     | 《进击的巨人》                                           | 獲獎      | [ 186 ]         |
| 2014 | 第八届声优奖                 | 最佳主演                   | 梶裕贵（艾連·葉卡）                                      | 獲獎      | [ 187 ]         |
| 2014 | 第八届声优奖                 | 最佳配角                   | 石川由依（米卡莎·阿卡曼）                                | 獲獎      | [ 187 ]         |
| 2014 | 第十九屆數位媒體年度協會大獎 | 年度数字内容奖             | 《进击的巨人》                                           | 獲獎      | [ 188 ]         |
| 2014 | 2014年东京动画奖             | 年度动画（电视动画）       | 《进击的巨人》                                           | 獲獎      | [ 189 ]         |
| 2014 | 2014年东京动画奖             | 最佳导演                   | 荒木哲郎                                                 | 獲獎      | [ 189 ]         |
| 2014 | 2014年东京动画奖             | 最佳编剧                   | 小林靖子                                                 | 獲獎      | [ 189 ]         |
| 2014 | 2014年东京动画奖             | 最佳配乐                   | 泽野弘之                                                 | 獲獎      | [ 189 ]         |
| 2014 | 第三十六届动漫大奖赛         | 最高奖                     | 《进击的巨人》                                           | 獲獎      | [ 190 ] [ 191 ] |
| 2014 | 第三十六届动漫大奖赛         | 最佳男配音                 | 梶裕贵                                                   | 獲獎      | [ 190 ] [ 191 ] |
| 2014 | 第三十六届动漫大奖赛         | 最佳男性角色               | 里維·阿卡曼                                              | 獲獎      | [ 190 ] [ 191 ] |
| 2014 | 第三十六届动漫大奖赛         | 最佳男性角色               | 艾連·葉卡                                                | 第4名     | [ 190 ] [ 191 ] |
| 2014 | 第三十六届动漫大奖赛         | 最佳女性角色               | 米卡莎·阿卡曼                                            | 第2名     | [ 190 ] [ 191 ] |
| 2014 | 第三十六届动漫大奖赛         | 最佳主题曲                 | 〈红莲的弓矢〉Linked Horizon                             | 獲獎      | [ 190 ] [ 191 ] |
| 2014 | 第三十六届动漫大奖赛         | 大奖赛编辑选择奖           | 《进击的巨人》                                           | 獲獎      | [ 192 ]         |
| 2014 | ExpoManga漫画大奖            | 最喜欢的影视系列           | 《进击的巨人》                                           | 獲獎      | [ 193 ]         |
| 2014 | 第六届日本角色大奖           | 角色授权奖                 | 《进击的巨人》                                           | 獲獎      | [ 194 ]         |
| 2014 | 第20届巴塞罗那漫画家沙龙     | 最佳动画系列（电视）       | 《进击的巨人》                                           | 獲獎      | [ 47 ]          |
| 2014 | NEO大奖                      | 最佳动画                   | 《进击的巨人》                                           | 獲獎      | [ 195 ] [ 196 ] |
| 2015 | 第一届SUGOI JAPAN Award      | 最佳动画系列剧             | 《进击的巨人》                                           | 第7名     | [ 197 ]         |
| 2015 | 第三届BTVA动漫配音奖         | 最佳男主角                 | Josh Grelle 配 阿爾敏·亞魯雷特                           | 提名      | [ 198 ]         |
| 2015 | 第三届BTVA动漫配音奖         | 最佳女主角                 | Trina Nishimura 配 米卡莎·阿卡曼                         | 提名      | [ 198 ]         |
| 2015 | 第三届BTVA动漫配音奖         | 最佳女主角（观众选择奖）   | Trina Nishimura 配 米卡莎·阿卡曼                         | 獲獎      | [ 198 ]         |
| 2015 | 第三届BTVA动漫配音奖         | 最佳男配角                 | Matthew Mercer 配 里維·阿卡曼                            | 提名      | [ 198 ]         |
| 2015 | 第三届BTVA动漫配音奖         | 最佳男配角（观众选择奖）   | Matthew Mercer 配 里維·阿卡曼                            | 獲獎      | [ 198 ]         |
| 2015 | 第三届BTVA动漫配音奖         | 最佳女配角                 | Lauren Landa 配 亞妮·雷恩哈特                            | 提名      | [ 198 ]         |
| 2015 | 第三届BTVA动漫配音奖         | 最佳配音阵容               | 《进击的巨人》                                           | 提名      | [ 198 ]         |
| 2015 | 第三届BTVA动漫配音奖         | 最佳配音阵容（观众选择奖） | 《进击的巨人》                                           | 獲獎      | [ 198 ]         |
| 2015 | 2015年东京动画奖             | 最佳配乐                   | 泽野弘之                                                 | 獲獎      | [ 199 ]         |
| 2015 | 第33届日本音樂著作權協會大奖 | 国内作品                   | 《进击的巨人》原声碟（泽野弘之）                         | 獲獎      | [ 200 ]         |
| 2015 | 第21届巴塞罗那漫画家沙龙     | 最佳动漫DVD/蓝光光碟       | 《进击的巨人》                                           | 獲獎      | [ 201 ]         |
| 2016 | 日本博览会奖                 | Daruma大奖                 | 《进击的巨人》                                           | 提名      | [ 202 ] [ 203 ] |
| 2016 | 日本博览会奖                 | 最佳导演                   | 荒木哲郎                                                 | 提名      | [ 202 ] [ 203 ] |
| 2016 | 日本博览会奖                 | 最佳角色设定               | 浅野恭司                                                 | 獲獎      | [ 202 ] [ 203 ] |
| 2016 | 日本博览会奖                 | 最佳音频                   | 泽野弘之                                                 | 提名      | [ 202 ] [ 203 ] |
| 2016 | 日本博览会奖                 | 最佳动画改编               | 《进击的巨人》                                           | 獲獎      | [ 202 ] [ 203 ] |
| 2017 | 第12届AnimaniA大奖           | 最佳电视动画               | 《进击的巨人》                                           | 獲獎      | [ 204 ]         |
| 2017 | 第12届AnimaniA大奖           | 最佳导演                   | 荒木哲郎                                                 | 獲獎      | [ 204 ]         |
| 2017 | 第12届AnimaniA大奖           | 最佳角色设定               | 浅野恭司                                                 | 第2名     | [ 204 ]         |
| 2017 | 第12届AnimaniA大奖           | 最佳动画制作               | WIT STUDIO                                               | 第2名     | [ 204 ]         |
| 2017 | 马德里英雄漫画奖             | 2016年西班牙最佳动漫奖     | 《进击的巨人》                                           | 獲獎      | [ 205 ]         |
| 2017 | 第七届Newtype动画奖          | 最佳作品（电视）           | 《进击的巨人》 第二季                                    | 第8名     | [ 206 ]         |
| 2017 | 第七届Newtype动画奖          | 最佳男性角色               | 里維·阿卡曼                                              | 第5名     | [ 206 ]         |
| 2017 | 第七届Newtype动画奖          | 最佳女性角色               | 米卡莎·阿卡曼                                            | 第4名     | [ 206 ]         |
| 2017 | 第七届Newtype动画奖          | 最佳主题曲                 | 〈奉献心脏吧！〉Linked Horizon                           | 第8名     | [ 206 ]         |
| 2017 | 第七届Newtype动画奖          | 最佳原声碟                 | 《进击的巨人》 第二季                                    | 第5名     | [ 206 ]         |
| 2017 | ComicBook金奖                | 最佳打斗场景               | 进巨对铠巨（《进击的巨人》 第二季）                      | 提名      | [ 207 ]         |
| 2017 | IGN大奖                      | 年度动画                   | 《进击的巨人》 第二季                                    | Runner-up | [ 208 ]         |
| 2018 | 第25届动漫大奖（法国）       | 最佳主题曲                 | 〈奉献心脏吧！〉Linked Horizon                           | 獲獎      | [ 209 ]         |
| 2018 | 第二届Crunchyroll动画奖      | 最佳动作戏                 | 《进击的巨人》 第二季                                    | 提名      | [ 210 ]         |
| 2018 | 第二届Crunchyroll动画奖      | 最佳CGI                    | 《进击的巨人》 第二季                                    | 提名      | [ 210 ]         |
| 2018 | 第二届Crunchyroll动画奖      | 最佳片头曲                 | 〈奉献心脏吧！〉Linked Horizon                           | 提名      | [ 210 ]         |
| 2018 | 2018年东京动画奖             | 动漫迷奖                   | 《进击的巨人》 第二季                                    | 第3名     | [ 211 ]         |
| 2018 | 日本博览会奖                 | Daruma大奖                 | 《进击的巨人》 第二季                                    | 提名      | [ 212 ] [ 213 ] |
| 2018 | 日本博览会奖                 | 最佳剧本                   | 谏山创                                                   | 提名      | [ 212 ] [ 213 ] |
| 2018 | 日本博览会奖                 | 最佳配乐                   | 泽野弘之                                                 | 獲獎      | [ 212 ] [ 213 ] |
| 2018 | 日本博览会奖                 | 最佳联播                   | 荒木哲郎和肥塚正史                                       | 提名      | [ 212 ] [ 213 ] |
| 2018 | 第六届BTVA动漫配音奖         | 最佳女配角                 | Lydia Mackay 配 纳拿巴                                   | 提名      | [ 214 ]         |
| 2018 | AnimeClick奖                 | 最佳续集                   | 《进击的巨人》 第二季                                    | 獲獎      | [ 215 ]         |
| 2018 | AnimeClick奖                 | 最佳流媒体播放动漫         | 《进击的巨人》 第二季                                    | 提名      | [ 215 ]         |
| 2018 | ComicBook金奖                | 最佳动漫打斗场面           | 里维对肯尼及其小队                                       | 提名      | [ 216 ]         |
| 2018 | ComicBook金奖                | 最佳连续动漫系列           | 《进击的巨人》 第三季                                    | 提名      | [ 216 ]         |
| 2018 | 第24届巴塞罗那漫画沙龙       | 最佳动漫系列               | 《进击的巨人》 第三季                                    | 獲獎      | [ 217 ]         |
| 2018 | TV Station电视剧及动漫大奖   | 最佳动漫作品               | 《进击的巨人》 第三季                                    | 獲獎      | [ 218 ]         |
| 2018 | TV Station电视剧及动漫大奖   | 最佳声优奖                 | 梶裕贵（艾連·葉卡）                                      | 第2名     | [ 218 ]         |
| 2019 | 2019年东京动画奖             | 动漫迷奖                   | 《进击的巨人》 第三季                                    | 第8名     | [ 219 ]         |
| 2019 | 第三届Crunchyroll动画奖      | 最佳片尾曲                 | 〈拂晓的镇魂曲〉Linked Horizon                           | 獲獎      | [ 220 ]         |
| 2019 | 第30届十大中文金曲頒獎音樂會 | 最受欢迎日本金曲           | 《Red Swan》Yoshiki主唱、Hyde和声                        | 獲獎      | [ 221 ]         |
| 2019 | 第九届Newtype动画奖          | 最佳作品（电视）           | 《进击的巨人》 第三季                                    | 第8名     | [ 222 ] [ 223 ] |
| 2019 | 第九届Newtype动画奖          | 最佳编剧                   | 小林靖子                                                 | 第8名     | [ 222 ] [ 223 ] |
| 2019 | 第九届Newtype动画奖          | 最佳配乐                   | 泽野弘之                                                 | 第7名     | [ 222 ] [ 223 ] |
| 2019 | IGN大奖                      | 最佳动漫系列               | 《进击的巨人》 第三季                                    | 提名      | [ 224 ]         |
| 2019 | IGN大奖                      | 最佳动漫系列（观众选择奖） | 《进击的巨人》 第三季                                    | 獲獎      | [ 224 ]         |
| 2021 | 第6届Crunchyroll动画奖       | 最佳导演                   | 荒木哲郎和肥塚正史                                       | 獲獎      |                 |
| 2021 | 第6届Crunchyroll动画奖       | 最佳动画                   | 《进击的巨人》 最終季 Part1                              | 獲獎      |                 |
| 2021 | 第6届Crunchyroll动画奖       | 最佳反派角色               | 艾伦·耶格尔                                              | 獲獎      |                 |
| 2021 | 第6届Crunchyroll动画奖       | 最佳VA表演（PT）           | 梶裕貴 飾演 艾連·葉卡                                    | 獲獎      |                 |
| 2021 | 第6届Crunchyroll动画奖       | 最佳OP                     | 《我的战争》—神圣放逐乐队                                | 獲獎      |                 |
| 2021 | 第6届Crunchyroll动画奖       | ComicBook金奖              | 最佳动画打斗场景—斯拉巴要塞之战（《进击的巨人》 第三季） | 提名      | [ 225 ]         |
| 2022 | 第7届Crunchyroll动画奖       | 最佳OP                     | 《The Rumbling》—SiM,                                    | 獲獎      | [ 226 ] [ 227 ] |

## 註释
1. ↑  第1季：全25集+OAD全5集
第2季：全12集+OAD全2集
第3季：全22集+OAD全1集
第4季：全35集
2. ↑  新加坡、韩国、马来西亚、香港、印度尼西亚和泰国。
3. ↑  第1-62、66、83集（總集數）
4. ↑  第60-62、64-68、73、75-87集
5. ↑  第60-62、65-67、73集
6. ↑  第65-67集
7. ↑  第62集
8. ↑  第76-81、86集
9. ↑  第76集
10. ↑  第77-78集
11. ↑  第60-78、80-87集
12. ↑  第63、65-69、71-75、78、81-87集
13. ↑  第66、68、84、86、87集
14. ↑  第69、70、84-87集
15. ↑  第73-87集
16. ↑  第66、68、84、86、87集
17. ↑  第62話も担当。
18. ↑  第60集
19. ↑  第62集
20. ↑  波麗佳音、講談社、Production I.G、電通、波麗佳音企業（日语：ポニーキャニオンエンタープライズ）、每日放送（第一季無片尾字幕）。
21. ↑  波麗佳音、講談社、Production I.G、MAPPA、電通、每日放送、波麗佳音企業
22. ↑  電視首播時播映「前篇」（60分鐘）和「後篇」（85分鐘）。部分串流平台會另行上架拆分為7集的「各話版」，其中前篇拆分為3集，於11月5日上線；後篇拆分為4集，於11月19日上線[76]，此表格顯示「前篇」與「後篇」兩部特別篇的首映時間。

| 東森電影 星期六.日19:00－21:00 節目 | 東森電影 星期六.日19:00－21:00 節目             | 東森電影 星期六.日19:00－21:00 節目 |
| ----------------------------------- | ----------------------------------------------- | ----------------------------------- |
|                                     | 《進擊的巨人》 （2021年10月8日－2021年12月5日） |                                     |
| 《刀劍神域》                        | 《我的英雄學院》第五季                          |                                     |